# Sender Nordlicht
Sender Nordlicht war eine TV-Reihe mit den Mainzelmännchen. Sie wurde Ende der 1970er Jahre im ZDF vor den 19-Uhr-Nachrichten ausgestrahlt. Die TV-Reihe von Dieter Mohn und Mainzelmännchen-Erfinder Wolf Gerlach mischte Trickfilmaufnahmen mit Realfilm.

## Handlung
Die fünfminütigen Krimi-Episoden erzählen die Geschichte eines Piratensenders, dessen Chef sein Programm mit den Mainzelmännchen attraktiver gestalten will und zu diesem Zweck die Entführung der Mainzelmännchen in Auftrag gibt. 

## Andere Medien
Sender Nordlicht zog eine Schallplatten- und Buchveröffentlichung (1977, 1978) nach sich. Zudem erschien ein 27-minütiger Zusammenschnitt aller Episoden unter dem Namen Die Entführung der Mainzelmännchen auf Video.